# Chirothrips lenape
Chirothrips lenape är en insektsart som beskrevs av Ian A. Hood 1938. Chirothrips lenape ingår i släktet Chirothrips och familjen smaltripsar. Inga underarter finns listade i Catalogue of Life.